# Neverwinter Nights 2: Storm of Zehir
 (juin 2019).
Si vous disposez d'ouvrages ou d'articles de référence ou si vous connaissez des sites web de qualité traitant du thème abordé ici, merci de compléter l'article en donnant les références utiles à sa vérifiabilité et en les liant à la section « Notes et références ».
Neverwinter Nights 2: Storm of Zehir est un jeu vidéo de rôle en vue subjective qui emprunte les règles de Donjons et Dragons 3.5 (avec quelques modifications mineures). Cette extension ajoute de nouveaux dispositifs au jeu de base, ainsi qu'un nouveau scénario complet (20h de jeu).
Neverwinter Nights 2: Storm of Zehir est la seconde extension du jeu Neverwinter Nights 2. Elle a été développée par Obsidian Entertainment et éditée par Atari Inc.. Le jeu est sorti en novembre 2008.

## Histoire
Échoués sur les rives inhospitalières d'une contrée sauvage, vos aventuriers doivent lutter pour rejoindre la civilisation. Il leur faudra dévoiler un complot qui changera à jamais le sort de Faerûn. Les puissants sont-ils dignes de confiance ? Soyez prudents dans vos alliances.

## Nouveautés
- une toute nouvelle carte générale
- création non pas d'un héros, mais d'un groupe de héros donc chaque membre aura une influence sur les conversations pour plus d'implication.
- possibilité de créer une entreprise marchande rapportant un revenu régulier
- le joueur n'a cette fois-ci pas la possibilité de continuer l'aventure avec son personnage de la campagne normal ou de l'extension précédente, mais devra recréer un nouveau, ou tout un groupe.